# Hypericum perforatum subsp. perforatum
Hypericum perforatum subsp. perforatum é uma subespécie de planta com flor pertencente à família Hypericaceae. 
A autoridade científica da subespécie é L., tendo sido publicada em Sp. Pl. 785 (1753).
Os seus nomes comuns são erva-de-são-joão, hipericão, hipérico ou milfurada.
O nome botânico do hipericão, Hypericum perforatum, deriva da palavra grega "hyperikon": hyper (acabou) + eikon (imagem ou aparição), uma referência à crença de que a erva era desagradável para os espíritos malignos. O nome "perforatum" é traduzido como "perfurado", e refere-se aos pontos minúsculos encontrados nas folhas e flores de Erva de São João, que à primeira vista parecem ser pequenas perfurações. São na verdade pequenas glândulas que, quando pressionadas, liberam os óleos vegetais essenciais e resinas.
Tradicionalmente a Erva de São João é utilizada para o tratamento da depressão, ansiedade, gastrite, insónia e como adjuvante no tratamento da SIDA. Possui alguns efeitos adversos como a fotossensibilização e interação com outros fármacos. Também é conhecido como Saint John's Worte Sho-Rengyo. O hipericão possui diversos compostos ativos, dos quais se destacam a hipericina e a hiperforina. 

## Uso[4]
O hipericão é usado no tratamento de sintomas depressivos e episódios leves a moderados de depressão.
Dosagem: Os resultados sugerem que 900 mg de hipericão (450 mg duas vezes por dia ou 300 mg três vezes ao dia) é necessária para reduzir os sintomas de depressão. Visto que os níveis plasmáticos continuam a aumentar gradualmente ao longo de várias semanas, o efeito clínico da erva de São João pode levar de duas a quatro semanas para se manifestar. [1]
Formas comercializadas: As formas de administração comercializadas são comprimidos, cápsulas e tisanas. A sua administração e posologia varia conforme as preparações.
Também é utilizado no tratamento de pequenas feridas e queimaduras, na forma de óleos e tinturas.

## Efeitos Adversos[4]
Apesar de extratos de Hypericum perforatum parecerem ser bem tolerados, os efeitos secundários mais frequentemente relatados são distúrbios gastrointestinais, náuseas, erupções cutâneas, fadiga, inquietação e fotossensibilidade, que foi em grande parte atribuída a naftodiantronas e geralmente manifesta-se em doses mais elevadas do que o recomendado. Embora as reações fototóxicas graves parecem ser eventos muito raros, os doentes devem ser informados que o hipericão, como alguns SSRIs, pode aumentar a sensibilidade à luz. Outros efeitos colaterais incluemconfusão, agitação, letargia e secura da boca e, em alguns casos, o uso de hipericão tem sido associada a eventos psicóticos.

## Contra-Indicações[4]
Não tome Hipericão se uma ou mais das seguintes situações se aplicar a si:
- Se sabe ser alérgico ao extracto de Hipericão. 
- Se sofre de doença grave dos rins (insuficiência renal grave) ou de mau funcionamento do fígado
- Se sofre de doença depressiva grave
- Se estiver grávida ou a amamentar 
- Hipericão não pode ser usado em crianças  
Não tome hipericão caso:
- siga um tratamento com imunossupressores (risco de rejeição de transplantes),
- tome anticoagulantes orais, tais como a varfarina ou o acenocoumarol (risco de trombose),
- esteja medicado/a com antiretrovirais inibidores da protease ou com inibidores não-nucleósidos da transcriptase reversa (risco de redução da concentração plasmática com diminuição possível da resposta contra o vírus),
 - siga um tratamento com citostáticos (risco de falha terapêutica),
 - tome os seguintes anticonvulsivantes (risco de diminuição do efeito terapêutico).
Tome especial cuidado:
 - Se é sensível ao sol, sobretudo as pessoas de pele clara, a toma de preparações à base de hipericão seguida duma exposição ao sol, pode provocar em raros casos, reacções cutâneas tais como vermelhidão da pele do tipo das observadas aquando de queimaduras de sol («escaldão»). Além disto, se está a seguir um tratamento de fototerapia ou a participar num protocolo de foto-diagnóstico, não deve tomar Hipericão.
 - Se vai ser submetido a uma intervenção cirúrgica, preparações com hipericão devem ser interrompidas sob controlo médico, no mínimo 5 dias antes da intervenção, pois pode ocorrer interacção com o anestésico.
 - Por precaução, se suspeitar de interacção, não interrompa a toma de Hipericão sem conselho médico. A interrupção brusca de um tratamento com hipericão pode provocar um aumento das concentrações plasmáticas de outros medicamentos tomados em associação, os quais podem atingir níveis que se revelam tóxicos.

## Tratamento de Intoxicação[4]

### No caso de ocorrer sobredosagem
-  Não induzir o vómito nem utilizar eméticos.
 -  Em caso de vómito, inclinar o paciente para a frente ou colocá-lo de lado (posição de cabeça para baixo, se possível) para manter as vias respiratórias abertas e impedir a aspiração.
 -  Deixar o paciente quieto e manter a temperatura corporal normal.
 -  Atenção aos sinais de insuficiência respiratória e ajudar ventilações, se necessário.
 -  Acompanhar o ritmo cardíaco. 
 -  Use solução salina 0,9% (NS) ou Ringer com lactato se sinais de hipovolemia estão presentes. Para hipotensão com sinais de hipovolemia, administrar fluido com cautela. Atenção aos sinais de sobrecarga de líquido.
 - Consultar o médico.
 Para a contaminação dos olhos, lavar imediatamente os olhos com água. Irrigar cada olho continuamente com solução salina.
Em caso de contaminação da pele, aobrir a pele que arde com curativos estéreis secos depois da descontaminação.

## Portugal
Trata-se de uma subespécie presente no território português, nomeadamente em Portugal Continental.
Em termos de naturalidade é nativa da região atrás indicada.

## Protecção
Não se encontra protegida por legislação portuguesa ou da Comunidade Europeia.